# Preixan
Preixan é uma comuna francesa na região administrativa de Occitânia, no departamento de Aude. Estende-se por uma área de 8,56 km². Em 2010 a comuna tinha 636 habitantes (densidade: 74,3 hab./km²).